# Geophilus leionyx
Geophilus leionyx är en mångfotingart som först beskrevs av Chamberlin 1938.  Geophilus leionyx ingår i släktet Geophilus och familjen storjordkrypare. Inga underarter finns listade i Catalogue of Life.